# Бочарніков Валерій Володимирович
Вале́рій Володи́мирович Боча́рніков (нар. 10 грудня 1973 — 20 січня 2016) — сержант Збройних сил України, учасник російсько-української війни.

## Життєпис
Народився 1973 року в селі Ігнатпіль Овруцького району (Житомирська область). Пройшов строкову службу в армії, 1995 року закінчив Кропивницьке ВПУ № 9. Одружився, залишився у Кропивницькому. Працював майже 20 років в органах внутрішніх справ, пройшов шлях від рядового до начальницького складу, пішов на пенсію у званні капітана.
Мобілізований у березні 2015-го, сержант, командир 3-го відділення 3-го мотопіхотного взводу 3-ї мотопіхотної роти, 13-й окремий мотопіхотний батальйон «Чернігів-1».
20 січня 2016 року загинув у районі міста Дружківка від кульового поранення в боєзіткненні при обороні укріплення підрозділу. Тоді ж загинув старший сержант Роман Кузьмін.
27 січня 2016-го похований у селі Рудня Ігнатпільської сільської ради, де проживає його матір.
Без Валерія лишилися мама, дружина, син 2002 р.н.

## Нагороди та вшанування
За особисту мужність, сумлінне та бездоганне служіння Українському народові, зразкове виконання військового обов'язку відзначений — нагороджений
- орденом «За мужність» ІІІ ступеня (21.3.2016, посмертно)[1]